# Māzāvī
Māzāvī (persiska: مازاوی) är en ort i Iran.   Den ligger i provinsen Hormozgan, i den sydöstra delen av landet, 1 100 km sydost om huvudstaden Teheran. Māzāvī ligger 74 meter över havet och antalet invånare är 374.
Terrängen runt Māzāvī är varierad. Runt Māzāvī är det ganska glesbefolkat, med 25 invånare per kvadratkilometer. Närmaste större samhälle är Senderk, 14,1 km öster om Māzāvī. Trakten runt Māzāvī är ofruktbar med lite eller ingen växtlighet.